# Antillostenochrus alticola
Antillostenochrus alticola är en spindeldjursart som beskrevs av Rolando Teruel 2003. Antillostenochrus alticola ingår i släktet Antillostenochrus och familjen Hubbardiidae. Inga underarter finns listade i Catalogue of Life.